# Església Parroquial de Sant Pere d'Or
L'antiga església de Sant Pere d'or, de fundació comtal, era d'estil romànic, sostinguda per una volta de mig punt i de grans dimensions. D'aquesta edificació en resten solament en l'actualitat el portal i el mur de ponent. Hom desconeix com era la seva planta, si constava d'una nau amb absis o era de creu llatina amb absidioles a ambdós costats, les quals completaven una petita nau transversal. El portal, amb un timpà decorat i treballat amb gran gust- hi ha representada la figuera del Pantisocràtic amb les quatre evangelistes-, consta de dos arcs de mig punt adovellats i columnes molt llises, coronades per capitells esculpits a base de motius vegetals i temes historiats. Primitivament era policromat, i es creu que fou construït a finals del segle xii, cosa que ha fet suposar que va ser esculpit pel mateix escultor que tallà el portal romànic de la Seu de Manresa (Arnau Cadell).
Entre el 1596 i el 1599 es bastí el temple d'estil gòtic en transició de renaixement, el qual ha estat reformat en diverses ocasions durant el segle xix. Un darrer afegitó, la capella del Sentíssim, que fou inaugurada l'any 1897, completa el conjunt arquitectònic del qual forma part, a més, el rellotge del campanar. L'actual rellotge és una creació d'un rellotger de Moià que el va construir l'any 1761.
1. ↑   Història de les comarques de Catalunya: Bages, p. 320. ISBN 8486538084.